# 陶尔米纳之围 (962年)
发生于962年的陶尔米纳之围（英語：Siege of Taormina）是法蒂玛王朝在西西里的总督对拜占庭帝国在西西里的主要据点陶尔米纳的一次成功的围攻。

## 围城
围城由卡尔比兹王朝的兄弟艾哈迈德·伊本·哈桑·卡比和哈桑·伊本·阿马尔领导，并持续了30周，直到962年圣诞节城市沦陷时为止。1,570位居民（约占城市人口的五分之一）成为法蒂玛王朝哈里发穆伊茲的奴隶。城市被重新命名为穆齐扎亚（al-Mu'izziyya），此后穆斯林定居者被引入。

## 后续
在964-965年法蒂玛王朝于罗梅塔之围和墨西拿海峡战役中接连取得胜利后，陶尔米纳的陷落标志着拜占庭在西西里的最后一个据点被拔除，以及穆斯林征服西西里的完成。